# 65 (film)
65 is een Amerikaanse sciencefictionfilm uit 2023, geschreven en geregisseerd door Scott Beck en Bryan Woods. De hoofdrollen worden vertolkt door Adam Driver en Ariana Greenblatt.

## Verhaal
Op de planeet Somaris, vele lichtjaren verwijderd van de Aarde, vertrok een hightech mensachtige beschaving 65 miljoen jaar geleden om de ruimte te verkennen. Wanneer zijn dochter Nevine ongeneeslijk wordt verklaard stemt de astronaut Mills in met een expeditie van twee jaar om de behandeling van Nevine te betalen en zo haar leven te redden. Terwijl zijn ruimteschip het zonnestelsel doorkruist tijdens de verkenningsexpeditie, wordt het geraakt door een kleine asteroïde en stort het neer op een mysterieuze planeet, die de Aarde blijkt te zijn in het Krijt-tijdperk toen de planeet nog bewoond werd door dinosaurussen.
Naast Mills overleeft een meisje met de naam Koa de crash van het schip, maar ze spreekt een taal die hij niet begrijpt. Tegelijkertijd nadert een enorme asteroïde de planeet. Mills gaat samen met Koa op zoek naar het intacte deel van de shuttle dat de crash mogelijk heeft doorstaan. Dit is hun enige kans om de Aarde te verlaten en terug te keren naar hun thuisplaneet.

## Rolverdeling
| Acteur            | Personage |
| ----------------- | --------- |
| Adam Driver       | Mills     |
| Ariana Greenblatt | Koa       |
| Chloe Coleman     | Nevine    |
| Nika King         | Alya      |

## Productie
In september 2020 tekende Adam Driver voor de hoofdrol in de film, die zou worden geproduceerd, geschreven en geregisseerd door Scott Beck en Bryan Woods. Sam Raimi zou het coproduceren met Zainab Azizi en Debbie Liebling. Twee maanden later voegde Ariana Greenblatt zich bij de cast. In december 2020 voegde Chloe Coleman zich bij de cast.
De opnames begonnen op 16 november 2020 in New Orleans. Er werd ook gefilmd in het Kisatchie National Forest in Vernon Parish, Louisiana in januari 2021. De productie was op 16 januari halverwege en eindigde op 21 februari 2021.

## Ontvangst
Op Rotten Tomatoes heeft 65 een waarde van 31% en een gemiddelde score van 4,8/10, gebaseerd op 92 recensies. Op Metacritic heeft de film een gemiddelde score van 40/100, gebaseerd op 27 recensies.